# Falagriota occidua
Falagriota occidua är en skalbaggsart som först beskrevs av Thomas Casey 1885.  Falagriota occidua ingår i släktet Falagriota och familjen kortvingar. Inga underarter finns listade i Catalogue of Life.